# Instrukcja maskująca
Instrukcja maskująca (nazywana również instrukcją decepcyjną) – metoda badań społecznych polegająca na niepełnym lub błędnym poinformowaniu osób uczestniczących w eksperymencie o jego celu, przebiegu oraz udziale i statusie osób współpracujących z badaczem.

## Cel
Zastosowanie instrukcji maskującej zwiększa realizm psychologiczny sytuacji eksperymentalnej. Informowanie o celu badania wpływa na zachowanie uczestników, ponieważ skupiają się oni na badanych zachowaniach, przez co nie zachowują się w sposób naturalny. 
Według standardów Amerykańskiego Towarzystwa Psychologicznego procedur tego typu należy unikać, stosując je jedynie, kiedy niemożliwe jest uzyskanie celu badania w inny sposób, jest natomiast całkowicie niedopuszczalne, jeśli w badaniu może pojawić się intensywne cierpienie emocjonalne lub cierpienie fizyczne.

## Krytyka
Podawanie nieprawdziwego celu badania może być odbierane jako uprzedmiotowienie, a osoby uczestniczące w badaniu mogą czuć się manipulowane i wykorzystane. Brak pełnych informacji w trakcie badania może nasilać lęk i wpływać na przebieg badania. Przy wyborze metody badania należy uwzględnić zarówno wartość metodologiczną, jak i jej wpływ na komfort i samopoczucie osób badanych.
Osoby badane nie zachowują się w sposób całkowicie uległy, a także nie są łatwowierne, przez co mogą próbować domyślić się rzeczywistych celów i oczekiwań badacza lub działać na jego przekór. W metodyce należy uwzględnić te postawy, a podawane informacje uczestnikom badania muszą być spójne i wiarygodne.

## Przykłady
Instrukcja maskująca używana jest powszechnie w eksperymentach psychologii społecznej. Poniżej zostały przedstawione przykłady badań, w jakich została użyta.
| Eksperyment          | Decepcja | Cel badania                             | Źródło |
| -------------------- | --- | --------------------------------------- | ------ |
| Eksperyment Milgrama | Uczestnicy byli przekonani, że celem jest badanie wpływu kar na pamięć. „Nauczyciele” byli przekonani, że rażą „uczniów” prądem. | Badanie posłuszeństwa wobec autoryterów | [ 6 ]  |
| Eksperyment Ascha    | Wykorzystanie aktorów udających ochotników                                                                                       | Badanie motywu konformizmu              | [ 7 ]  |